# Markus Dupree
Markus Dupree (bürgerlich Алексей Маетный Alexej Maetnij; * 31. Mai 1988 in Leningrad, RSFSR, UdSSR) ist ein russischer Pornodarsteller.

## Leben und Karriere
Dupree gibt an, mit 18 Jahren seinen ersten sexuellen Kontakt gehabt zu haben. Er begann seine Karriere als Pornodarsteller im Alter von 18 Jahren, nachdem er über den Bruder eines Freundes zu seiner ersten Rolle in einem Pornofilm gelangt war.
Er wurde von seiner Mutter großgezogen und graduierte an der Staatlichen Universität für Wirtschaft und Finanzen in Sankt Petersburg, wo er an der Fakultät Internationales Wirtschaftsrecht sein Diplom erhielt. Er legt großen Wert auf seinen Bildungshintergrund. Als Träger zweier AVN Awards sorgte er für großes Aufsehen, weil er als russischer Pornodarsteller in den Vereinigten Staaten Ruhm erlangte.
Charakteristisch für seine Darbietungen ist, dass er bei Frauen durch eine mittels schneller Handbewegungen ausgeführte Stimulation von deren Genitalien eine übermäßige weibliche Ejakulation herbeiführt und dabei aggressiv schreit. Mit dieser Darbietung ist er auch das Gesicht und einziger männlicher Darsteller der Pornowebseite VOGOV, was ihm im März 2020 einen Exklusivvertrag mit dem Unternehmen Brazzers verschaffte. Dupree werden sexuelle Übergriffe auf seine Kolleginnen vorgeworfen: So warf ihm die Pornodarstellerin August Ames, die später Suizid beging, vor, dass er sie während der Dreharbeiten zu einem Pornofilm brutal behandelt und die sexuelle Betätigung mit Dupree sich für sie wie eine Vergewaltigung angefühlt habe; das Kamerateam habe laut Ames nicht eingegriffen und das ungebührliche Betragen Duprees toleriert.

## Auszeichnungen
Gewonnene Auszeichnungen
- AVN Awards
  - 2017: Best Double Penetration Sex Scene für Abella (zusammen mit Abella Danger & Mick Blue)[3]
  - 2018: Male Performer of the Year[4]
  - 2018: Best Group Sex Scene für Angela 3 (zusammen mit Angela White, Mick Blue, Xander Corvus, Toni Ribas & John Strong)[4]
  - 2018: Best Double Penetration Sex Scene für Angela 3 (zusammen mit Angela White, Mick Blue)[4]
  - 2018: Best Anal Sex Scene für Anal Savages 3 (zusammen mit Lana Rhoades)[4]
- XRCO Award
  - 2018: Male Performer of the Year[5]

Nominierungen
- AVN Awards
  - 2015: Best Sex Scene in a Foreign-Shot Production
  - 2017: Best Double Penetration Sex Scene
  - 2018: Best Group Sex Scene
  - 2018: Best Double Penetration Sex Scene (Cherie)
  - 2018: Best Double Penetration Sex Scene (The Booty Queen 3)
  - 2018: Best Anal Sex Scene
  - 2019: Best Double Penetration Sex Scene
  - 2019: Best Anal Sex Scene